# گریند
گُریَند روستای کوچکی است از توابع بخش کوخرد شهرستان بستک در غرب استان هرمزگان در جنوب ایران واقع شده‌است..

## محدوده گُریَند
از طرف شمال رشته کوه ناخ، از طرف جنوب روستای چاله، از طرف مغرب دهستان کوخرد، و از سمت مشرق به روستای کوردان و صالح آباد منتهی می‌شود..

## جمعیت
جمعیت این روستا بر اساس سرشماری سال ۱۳۸۵ جمعیت آن ۲۴۸ نفر (۵۳ خانوار)
بوده‌است.
که از اهل سنت و از شاخه شافعی هستند یعنی از پیروان امام محمد ادریس شافعی می‌باشند و به زبان فارسی و به گویش محلی تکلم می‌کنند. و از طریق بنایی امرارماش می‌کنند. گریند در صد متری روستای چاله از سوی شمال آن منطقه‌ای کشاورزی است به نام 
(بند نید) معروف است، و در ۳ کیلومتری شرق کوخرد واقع است، دارای 5 باب آب‌انبار برکه و 2 مدرسه  و 2 مسجدمی‌باشد وداری آب لوله‌کشی و برق است، آب چاه‌هایش شیرین است.

## چاه چرخ گاوی
در روزگار گذشته کشاورزی در روستای گریند رونق خاصی داشته‌است. و داستان «چاه بگیشی» و گاوهایی که آب از چاه بادول چرمی به بالا می‌آوردند پیش مردم این روستا به یادگار مانده‌است.
پیشتر با گاو و (چاه چرخ گاوی) کشاورزی زمستانه و تابستانه می‌شده، اکنون هم موتور پمپ نصب شده ولی این روستا رونق پیشین را ندارد.
جاده اصلی اسفالت بندر لنگه- بستک از کنار گریند می‌گذرد.
روستای چاله از طرف جنوب به مسافت پانصد متری قرار دارد.

## فهرست منابع و مآخذ
- محمدیان، کوخردی، محمد، “ «به یاد کوخرد» “، ج۱. چاپ اول، دبی: سال انتشار ۲۰۰۳ میلادی.
- نگاره‌ها از: محمد محمدیان.
- سلامی، بستکی، احمد.  (بستک در گذرگاه تاریخ)  ج۲ چاپ اول، ۱۳۷۲ خورشیدی.
- عباسی، قلی، مصطفی،  «بستک وجهانگیریه»، چاپ اول، تهران : ناشر: شرکت انتشارات جهان معاصر، سال ۱۳۷۲ خورشیدی.
- بالود، محمد.  (فرهنگ عامه در منطقه بستک)  ناشر همسایه، چاپ زیتون، انتشار سال ۱۳۸۴ خورشیدی.
- الکوخردی، محمد، بن یوسف، (کُوخِرد حَاضِرَة اِسلامِیةَ عَلی ضِفافِ نَهر مِهران Kookherd، an Islamic District on the bank of Mehran River) الطبعة الثالثة، دبی: سنة ۱۹۹۷ للمیلاد.
- مهندس:، حاتم، محمد ، غریب“ «تَاریخْ عَرَب الّهْولَة Huwala Arab History » “، دولة الکویت، ج۱. چاپ سوم، القاهرة، مصر ، دارالأمین للطباعة والنشر والتوزیع، ۸ شارع أبوالمعالی، سال انتشار ۱۹۹۷ میلادی، Engineer: Mohammed gharhb Hatem , third edition : Egypt (Cairo),1997 & 2013
- بختیاری، سعید، ،  «اتواطلس ایران» ، “ مؤسسه جغرافیایی وکارتگرافی گیتاشناسی، بهار ۱۳۸۴ خورشیدی.
- محمد، صدیق «تارخ فارس» صفحه‌های (۵۰ ـــ ۵۱ )، چاپ سال ۱۹۹۳ میلادی.
- اطلس گیتاشناسی استان‌های ایران [Atlas Gitashenasi Ostanhai Iran] (Gitashenasi Province Atlas of Iran)
- محمدیان، کوخردی، محمد،  (شهرستان بستک و بخش کوخرد) ، ج۱. چاپ اول، دبی: سال انتشار ۲۰۰۵ میلادی.